# Académie américaine de toxicologie clinique
American Academy of Clinical Toxicology
L’American Academy of Clinical Toxicology (AACT, Académie américaine de toxicologie clinique)  est une association médicale (en) pluridisciplinaire sans but lucratif qui promeut la recherche, l'éducation, la prévention et le traitement des maladies causées par des produits chimiques , des médicaments et des toxines. Ses membres sont des toxicologues chercheurs et cliniciens, médecins, vétérinaires, infirmiers, pharmaciens, chimistes analytiques, spécialistes de l'hygiène du travail, des centres antipoison et des professions connexes.
Imaginée par un  médecin du Texas, Eric Comstock, qui a ouvert un laboratoire de toxicologie clinique peu après l'adoption de la loi dite  « Hazardous Substances Labelling Act » (Loi sur l'étiquetage des substances dangereuses, 1960), l'AACT a été fondée aux États-Unis en 1968 par un groupe de médecins et de scientifiques qui avaient un intérêt commun pour les  questions relatives à l'intoxication. En 1974, l'AACT a joué un rôle crucial dans la création de l’American Board of Medical Toxicology (aujourd'hui American College of Medical Toxicology) pour permettre aux médecins d'être certifiés en tant que toxicologues cliniciens. (La toxicologie clinique a été officiellement reconnue par l’American Board of Medical Specialties en 1992.) En 1985, l'AACT a créé l’American Board of Applied Toxicology, qui certifie les professionnels non-médecins qui sont experts en toxicologie.